# رد صلاحیت‌ها در انتخابات مجلس شورای اسلامی (۱۳۹۵–۱۳۹۴)
در دهمین دورهٔ انتخابات مجلس شورای اسلامی با ثبت نام ۱۲۱۲۳ نفر، هیئت نظارت شورای نگهبان، با رد صلاحیت و عدم احراز صلاحیت حدود ۶۰ درصد از کاندیداها، بی‌سابقه‌ترین و گسترده‌ترین رد صلاحیت تاریخ جمهوری اسلامی ایران را رقم زد. برخی از نمایندگان در مجلس نهم نیز، توسط شورای نگهبان رد صلاحیت شدند و مجوز حضور در بین کاندیداها برای انتخابات مجلس دهم را نیافتند.
در انتخابات مجلس شورای اسلامی (۱۳۹۵–۱۳۹۴) در مرحله بررسی صلاحیتهای نام نوشتگان از سوی هیئت نظارت علاوه بر رد صلاحیت تعداد زیادی از نامزدها، پنجاه نفر از نمایندگان کنونی مجلس نیز رد صلاحیت شدند.

## ردصلاحیت شدگان سرشناس

### نمایندگان کنونی مجلس
اکثریت نمایندگان مجلس که از سوی هیئت نظارت شورای نگهبان تأیید صلاحیت نشدند، را طیف موسوم به رهروان ولایت که به علی لاریجانی، رئیس کنونی مجلس نزدیک هستند، تشکیل می‌دهند. از جمله دلایل رد صلاحیت این نمایندگان امضای طرح تحقیق و تفحص از نهادهای زیر نظر رهبری اعلام شده است. اسامی نمایندگان مجلس نهم که صلاحیتشان برای انتخابات مجلس دهم تأیید نشد، از این قرار است:
- رمضان شجاعی کیاسری نماینده ساری
- علی اصغر رحمانی خلیلی نماینده بهشهر
- مقداد نجف‌نژاد نماینده بابلسر
- حسن تأمینی نماینده رشت
- حبیب‌الله برومند نماینده بیله سوار
- حامد قادرمزی نماینده قروه
- عثمان احمدی نماینده مهاباد
- روح‌الله بیگی نماینده میاندوآب
- مجید منصوری بیدکانی نماینده لنجان
- مجید جلیل سرقلعه نماینده شهرکرد
- محسن صرامی فروشانی نماینده خمینی شهر
- سعید حیدری طیب نماینده کرمانشاه
- محمد جواد نظری مهر نماینده بندر ترکمن
- محمد فیروزی نماینده نطنز
- عبدالکریم رجبی نماینده مینودشت
- سیدمحمد بیاتیان نماینده بیجار
- سالار مرادی نماینده سنندج
- نعمت‌الله منوچهری نماینده پاوه
- صفر نعیمی رز نماینده آستارا
- سیدهادی حسینی نماینده قائمشهر
- کمال الدین پیرمؤذن نماینده اردبیل
- محمدسعید انصاری نماینده آبادان
- جواد سعدون‌زاده نماینده آبادان
- شمس‌الله بهمئی نماینده رامهرمز
- عبدالله تمیمی نماینده شادگان
- جواد هروی نماینده قائنات
- محمدباقر شریعتی نماینده بهبهان
- محمدمهدی پورفاطمی نماینده دشتی و تنگستان
- ارسلان فتحی‌پور نماینده کلیبر
- احمد شوهانی نماینده ایلام
- مهدی موسوی‌نژاد نماینده دشستان
- حمید رسایی نماینده تهران
- اسماعیل جلیلی نماینده مسجدسلیمان، لالی، اندیکا و هفتکل
- وحید رحمانی خلیلی بهشهر

در بررسی مجدد صلاحیت برخی از این افراد تأیید شد.

### سایرین
- اسامی افراد سرشناس ردصلاحیت شده یا عدم احراز صلاحیت شده توسط شورای نگهبان از هر دو جناح اصولگرا و اصلاح طلب و حزب اعتدال و توسعه از این قرار است:[۷][۸]

#### اصلاح طلبان
- مصطفی معین
- جلال جلالی زاده
- علی صوفی
- وحید رحمانی خلیلی
- محسن مهرعلیزاده
- فاطمه هاشمی رفسنجانی
- محسن هاشمی رفسنجانی
- مرتضی اشراقی
- اعظم طالقانی
- مرتضی الویری
- جواد اطاعت
- جهانبخش میرزاوند
- رسول منتجب نیا
- محمدجواد حق‌شناس
- هادی غفاری
- فاطمه مقیمی
- ابوالفضل شکوری
- نصرت‌الله تاجیک
- حمیده عدالت
- فاطمه راکعی
- شهربانو امانی انگنه
- الهام فخاری
- ابراهیم اصغرزاده
- غلامرضا انصاری
- سید حسن رسولی
- محمد دادفر
- شکور اکبرنژاد
- اکبر اعلمی
- احمدرضا دستغیب
- ولی‌الله شجاع‌پوریان
- احمد حکیمی‌پور
- علی محمد غریبانی
- ولی آذروش
- افشین علا
- جهانبخش امینی
- مصطفی محمدی
- احمد رهبری

#### اصولگرایان
- اکبر نیکزاد
- حجت‌الله دمیاد
- بهمن محمدیاری
- روح‌الله قهرمانی چابک
- شاپور مرحبا

#### حزب اعتدال و توسعه
- فاطمه هاشمی رفسنجانی
- محمود محمدی
- زهرا پیشگاهی فرد
- عباس هاشمی منش
- فریدون رضوی
- نادر شیرکوند
- محمد دهستانی

## اعلام نتایج بررسی صلاحیتها
در ۲۶ دی ۱۳۹۴، نتایج بررسی صلاحیت کاندیداها توسط هیئت نظارت شورای نگهبان اعلام گردید که بر اساس آن از حدود ۱۲۰۰۰ ثبت نام کننده در این دوره از انتخابات مجلس که در تاریخ جمهوری اسلامی ایران بی نظیر بود، حدود ۷۰۰۰ نفر از کاندیداها رد صلاحیت شده و حدود ۱۰۰۰ نفر از ادامه رقابت‌ها انصراف دادند و تنها صلاحیت حدود یک سوم از ثبت نام کنندگان مورد تأیید قرار گرفت. در ساعات پایانی روز اعلام رد صلاحیتها، شورای نگهبان اعلام کرد که حدود ۴۲ درصدداوطلبان دهمین دوره انتخابات مجلس شورای اسلامی در هیئت نظارت استان‌ها تأیید شده‌اند، صلاحیت حدود ۳۰ درصد از داوطلبان احراز نشده و حدود ۲۵ درصد از داوطلبان نیز رد صلاحیت شدند. اکثریت رد صلاحیت شدگان کاندیداهای اصلاح طلبان بودند، به گونه‌ای که در برخی حوزه‌ها حتی یک اصلاح طلب تأیید صلاحیت نشد. پنجاه نفر از نمایندگان کنونی مجلس شورای اسلامی نیز توسط هیئت نظارت در این دوره رد صلاحیت شدند.
در دور دوم بررسی صلاحیتها و رسیدگی به اعتراضات نام نوشتگان رد صلاحیت شده نیز که نتایج آن در ۱۷ بهمن ۱۳۹۴، اعلام گردید، تغییر محسوسی در تأیید صلاحیت نامزدان سرشناس اتفاق نیفتاده و اکثریت آنها مجدداً رد صلاحیت شده بودند. یکی از افراد سرشناسی که برغم رد صلاحیت توسط هیئت نظارت در این دور بررسی صلاحیتها، تأیید صلاحیت شد، علی مطهری نماینده کنونی تهران در مجلس شورای اسلامی بود.

## منتقدین رد صلاحیتهای گسترده
- حسن روحانی، رئیس جمهور ایران در ۲۷ دی ۱۳۹۴، در نشست خبری پس از اجرایی شدن برجام در پاسخ به سؤال یکی از خبرنگاران پیرامون واکنش دولت به رد صلاحیت گسترده اصلاح طلبان گفت: «اطلاعات اولیه خیلی خوشحال‌کننده نبود. در مرحله ثبت نام استقبال خیلی خوب بود. همچنین در مرحله دوم و در مرحله هیئت‌های اجرایی هم خیلی خوب و امیدوار کننده بود اما در مرحله نظارت به تعبیر خودشان افراد زیادی احراز صلاحیت نشدند، لذا بسیار امیدواریم شورای نگهبان دخالت کند و موارد مشکل را حل کند. به عنوان رئیس جمهور از همه احتیاراتم استفاده می‌کنم، شورای نگهبان نهاد بسیار مهمی است و پاسدار قانون اساسی است.» روحانی با اشاره به این نکته که ما و شورای نگهبان وظایف مشترکی داریم و هر دو پاسدار و نگهبان قانون اساسی هستیم تا قانون اساسی در قوانین موضوعه نقض نشود، اظهار داشت: امیدوارم شورای نگهبان به گونه‌ای موضوع را حل کند تا انتخابات پرشوری داشته باشیم و حتی کسانی که به فرمایش رهبر معظم انقلاب با نظام هم مشکل دارند، حضور یابند.»[۱۳]
- اکبر هاشمی رفسنجانی، رئیس مجمع تشخیص مصلحت نظام در ۲۸ دی ۱۳۹۴، با ابراز تأسف از اعلام رد صلاحیت حدود ۶۰ درصد از داوطلبان نمایندگی مجلس در روز اول انجام برجام، گفت: «پس از موفقیت برجام باید با حراست از دستاوردهای برجام و بازگذاشتن راه تحقیق و پژوهش و جدی گرفتن کرسی‌های آزاداندیشی و آزادی بیان و عقیده در برجام ۲ بتوانیم زمینه‌های توسعه و رشد و بالندگی کشور را فراهم کنیم.»[۱۴]
- قربانعلی دری نجف آبادی، نایب رئیس مجلس خبرگان رهبری در ۲۸ دی ۱۳۹۴، گفت: «یعنی چه احراز صلاحیت نشدند؟ اینها ۴۰ درصدند، بروید در فرصت باقی مانده احراز کنید. شورای نگهبان و هیئت مرکزی نظارت، در اسرع وقت بازنگری حکیمانه در خصوص رد صلاحیت‌ها و عدم احراز صلاحیت‌ها و به ویژه تعیین تکلیف آنها داشته باشند و آنها که احراز صلاحیت نشده‌اند غربال شوند تا نتیجه نهایی مشخص و تکلیف داوطلبان احراز صلاحیت نشده مشخص شود.»[۱۵]
- علی مطهری، نماینده دورهٔ نهم مجلس شورای اسلامی در ۲۸ دی ۱۳۹۴، گفت: «خبر رد صلاحیت بسیاری از افراد منتقد از جمله خودم را برای انتخابات مجلس شورای اسلامی شنیدم. به نظر می‌رسد که هیئت‌های نظارت استان‌ها در مجموع حق‌الناس را رعایت نکرده‌اند و بسیاری از افراد خوش‌فکر را به صرف منتقد بودن، رد صلاحیت کرده و با محروم نمودن مردم از انتخاب آنها نوعی تعیین تکلیف برای مردم و دخالت در نتیجه انتخابات و ترکیب مجلس آینده کرده‌اند. امیدوارم شورای نگهبان توجه کافی به حقوق مردم و حق‌الناس داشته باشد و این افراط را تعدیل کند.»[۱۶]
- عبدالغفار شجاع، رئیس ستاد روحانی در گیلان، گفت، جمعی از نمایندگان کنونی مجلس که برای انتخابات آینده رد صلاحیت شده‌اند از علی لاریجانی رئیس مجلس خواسته‌اند تا در این مسئله دخالت کند و رئیس مجلس نیز با برخی اعضای شورای نگهبان صحبت کرد و قرار شد که تعدادی از حقوق‌دانان یا احتمالاً فقهای شورای نگهبان در مجلس حضور پیدا کنند و صحبت‌ها و دلایل آن‌ها را بشنوند که شنیدنی‌ها نیز شنیده شد. رئیس ستاد روحانی در گیلان در این رابطه افزود، انتخابات وقتی معنا دارد که همه سلیقه‌ها حضورداشته باشند ولی متأسفانه نتایج اولیه احراز صلاحیت شدگان، اصلاً امیدوارکننده نبود. شجاع اظهار داشت که رئیس‌جمهور ایران قو یا اعتقاد دارد که دولت دخالتی در انتخابات نداشته باشد. وی در پایان خاطرنشان کرد که «هنوز باور نمی‌کنم این حجم از رد صلاحیت‌ها اتفاق افتاده باشد و امیدوارم در بازبینی‌ها توسط شورای محترم نگهبان، امیدهای مردم با آمدن به صندوق‌های رأی تجلی پیدا کند.»[۱۷]
- زین‌العابدین قربانی، امام‌جمعه رشت و نماینده ولی‌فقیه در گیلان، با اشاره به اینکه شنیده می‌شود برخی از افراد انقلابی رد صلاحیت شدند، تصریح کرد که تسویه‌حساب شخصی را نباید در رد صلاحیت‌ها دخالت داد. قربانی شرکت در انتخابات را فریضه دانسته و بیان نمود افرادی که برای نامزدی در انتخابات ثبت‌نام کردند نباید بی‌حساب رد صلاحیت شوند. قربانی بر تأیید افراد شایسته و امین تأکید کرد و گفت باید تلاش کنیم جذب حداکثری داشته باشیم. قربانی شایستگی و خادم به انقلاب و رهبری را از ویژگی‌های نامزدهای اصلح دانست.[۱۸][۱۹]

## ورود رئیس جمهور به موضوع رد صلاحیتها
در ۲۸ دی ۱۳۹۴، الهام امین زاده معاون حقوقی رئیس جمهور، در ارتباط با اظهار نظر رئیس جمهور مبنی بر پیگیری رد صلاحیت‌های داوطلبان دهمین دوره مجلس شورای اسلامی اظهار کرد: «بیشتر پیگیری رئیس جمهور در ارتباط با احقاق حقوق رد صلاحیت شده‌ها با مذاکره صورت خواهد گرفت. رئیس جمهور با شورای نگهبان مذاکره خواهد کرد تا اگر اشتباهی اتفاق افتاده از رد صلاحیت شده‌ها اعاده حیثیت کند. راه دیگر که حق قانونی رد صلاحیت شده‌ها است مربوط به اعتراض به رد صلاحیت‌شان است. آن‌ها بیست روز فرصت دارند تا به رای شورای نگهبان اعتراض کنند. تأکید رئیس جمهور بر پیگیری احقاق حقوق رد صلاحیت‌شده‌ها با پیگیری بیشتر و مذاکره صورت خواهد گرفت.»
در ۲۹ دی ۱۳۹۴، محمد اشرفی اصفهانی، رئیس هیئت بدوی تخلفات نهاد ریاست جمهوری که خود نیز در میان رد صلاحیت شدگان دهمین دوره انتخابات مجلس شورای اسلامی بود، در پایان نشست شورای عالی سیاستگذاری اصلاح‌طلبان آذری زبان در مصاحبه با خبرنگاران گفت: «آقای روحانی بسیار محکم برای حل و فصل ماجرای رد صلاحیت‌ها ایستاده و تا آنجایی که اطلاع دارم فهرستی از برخی اسامی را خدمت مقام معظم رهبری برده‌اند تا حکم حکومتی بگیرند واین مسئله را حل کنند، از همین رو نباید خیلی نگران بود.»
حسن روحانی، در ۱ بهمن ۱۳۹۴ در دومین همایش استانداران و فرمانداران کشور، ضمن انتقاد شدید از رد صلاحیتهای گسترده هیئت نظارت شورای نگهبان گفت: «در قانون اساسی آمده که یهودی‌ها باید نماینده داشته باشند یا چقدر زرتشتی داریم، یا چقدر آشوری و ارمنی داریم، اگر جناحی در این کشور جمعیتش هفت یا ده میلیون جمعیت دارد آنها هم باید نماینده داشته باشند، اسم مجلس خانه ملت است نه خانه یک جناح. همه باید بیایند پای صندوق، اگر کسی با نظام مسئله دارد او هم بیاید، همه باید پای صندوق بیایند اما زمانی که ما شور و حرارت ایجاد کنیم، اگر یک جناح هست خب نیاز به انتخابات نیست همان‌ها دوباره تشریف بببرند مجلس. باید هردو جناح باشند.»